# Łydynia
Łydynia – rzeka, lewy dopływ Wkry o długości 74,12 km.

## Geografia
Rzeka o długości 72 km ma swoje źródła na wschód od miasta Mława, na terenie Moreny Rzęgnowskiej a dokładniej na podmokłym obniżeniu terenu porośniętego drzewostanem olszowym i zaroślami łęgowymi, które znajduje się między miejscowościami Kitki i Choszczewka, od źródła płynie ogólnie w kierunku południowo-zachodnim kierunku południowo-wschodnim w Konopkach i przed Ciechanowem ponownie w kierunku południowo-zachodnim, przepływa obok Zamku w Ciechanowie i uchodzi do Wkry na północny zachód od Sochocina. Powierzchnia zlewni wynosi 698 km². Na swojej drodze przepływa przez miejscowości Regimin, Ciechanów, Luberadz, Przyrowa i Obrąb.
Prawymi dopływami rzeki są Giedniówka, Dunajczyk, Stawnica, natomiast lewym Pławnica.